# Gabrielle Drake
Gabrielle Drake (Lahore, 30 marzo 1944) è un'attrice britannica, nota soprattutto per aver interpretato il tenente Gay Ellis nella serie televisiva UFO.

## Biografia

### Primi anni
Drake è nata a Lahore, nell'India britannica, da Rodney Drake, ingegnere presso la Bombay Burmah Trading Corporation e dalla compositrice Molly Drake. Vissuta in Estremo Oriente in diversi paesi, tra cui in Myanmar, dove nacque il fratello, il cantautore Nick Drake. All'età di otto anni si trasferì con la famiglia dalla Birmania in Inghilterra. In seguito ebbe a dire che:
Durante il viaggio per l'Inghilterra partecipò, sulla nave, a diverse produzioni teatrali per bambini in cui, come lei stessa ricordò in seguito, "ero una terribile esibizionista" Frequentò il collegio femminile di Edgbaston a Birmingham, la Wycombe Abbey School a High Wycombe e la Royal Academy of Dramatic Art (RADA) di Londra. 
Gabrielle Drake ha avuto una lunga carriera recitativa, cominciata a metà degli anni '60, con apparizioni in molti drammi televisivi.

### Carriera cinematografica
Drake ottenne visibilità per la prima volta nel 1970 grazie al suo ruolo della tenente Gay Ellis nella serie TV di fantascienza UFO, nella quale la sua divisa era costituita da un abito d'argento con minigonna e una parrucca viola. Nella serie, la tenente Ellis è la comandante della Base Luna della SHADO, la prima linea di difesa della Terra contro i dischi volanti invasori. Drake apparve in circa la metà dei 26 episodi prodotti, abbandonando la serie durante una pausa della produzione per perseguire altre opportunità di recitazione.
Nel 1971 Drake apparve in un cortometraggio intitolato Crash!, basato su un capitolo del romanzo La mostra delle atrocità di J. G. Ballard. Nel film, diretto da Harley Cokeliss, Ballard parla delle idee contenute nel suo libro: Drake apparve come il passeggero vittima di un incidente automobilistico. Ballard in seguito sviluppò l'idea nel suo romanzo del 1973 Crash. Nella bozza del romanzo Drake veniva citata per nome, ma nella versione definitiva pubblicata fu eliminato qualsiasi riferimento a lei. Nel documentario della BBC Synth Britannia del 2009 alcune immagini di Ballard e Drake prese dal corto Crash! furono inserite nel videoclip del brano "Cars" (1979) di Gary Numan.
Nei primi anni '70 Drake fu associata al boom dei film sexploitation britannici, apparendo ripetutamente nuda o in topless. Recitò la parte di una modella nuda di artista nel film Connecting Rooms (1970) e fu una delle conquiste di Peter Sellers nel film Mi è caduta una ragazza nel piatto. Interpretò anche uno dei ruoli principali nella commedia sexy Au Pair Girls (in italiano Le femmine sono nate per fare l'amore, 1972) e apparì in due film di Derek Ford, Suburban Wives (1971) e nel suo sequel Commuter Husbands (1972), in cui interpretava la parte della narratrice che collega tra di loro i più disparati episodi.
Le sue prime apparizioni televisive includono Agente speciale (1967), Coronation Street (come Inga Olsen nel 1967) e Il Santo (1968). Nel 1970 In 1970 sostenne un provino per la parte di Jo Grant in Doctor Who, raggiungendo la lista finale delle ultime tre scelte ma non ottenendo la parte.
Drake ebbe grande visibilità in The Brothers, una serie TV culto della BBC in cui fu parte del cast regolare per le prime quattro stagioni, interpretando il ruolo di Jill, la fidanzata (e in seguito moglie) di David Hammond. Apparì anche in un episodio della serie Thriller di Brian Clemens, in Kelly Monteith (come moglie di Monteith, nel 1979–80), in una versione televisiva di L'importanza di chiamarsi Ernesto (1985, PBS), in Crossroads (1985–87, nella parte del boss del motel Nicola Freeman) per poi tornare a Coronation Street nel 2009 nelle vesti di Vanessa. In The Inspector Lynley Mysteries (2003–05) recitò la parte della mamma della protagonista.
L'8 aprile 1987 fu protagonista della monografia dedicata in This Is Your Life.
È apparsa anche in alcune serie televisive britanniche, tra cui Coronation Street, The Brothers, The Avengers, Crossroads e The professionals. Continua a recitare in teatro e occasionalmente prende parte a produzioni cinematografiche e televisive. Al cinema i suoi ruoli più importanti sono stati quelli in M'è caduta una ragazza nel piatto del 1970 e in Au Pair Girls del 1972.

### Carriera teatrale
Drake debuttò in teatro nel 1964 durante la stagione inaugurale del Everyman Theatre di Liverpool, interpretando Cecily ne L'importanza di chiamarsi Ernesto. Nel 1966 entrò a far parte del Birmingham Repertory Company e interpretò la regina Isabella nell'Edoardo II di Christopher Marlowe. Ebbe ruoli anche in Vite in privato (con Renée Asherson), The Simpleton of the Unexpected Isles (con Linda Marlowe e Patrick Mower), La dodicesima notte e Inadmissible Evidence. L'anno successivo fu Roxanne in Cyrano de Bergerac al Open Air Theatre al Regent's Park. Nella stegione 1974–75 al Bristol Old Vic recitò in Cowardy Custard, un intrattenimento basato su parole e musiche di Noël Coward. Nel 1975 fu Madeline Bassett nel cast originale londinese del musical Jeeves di Andrew Lloyd Webber e Alan Ayckbourn. Apparve anche in French Without Tears la Little Theatre di Bristol. Nel 1978 fu Lavinia, opposta a Simon Callow nel titolo del lavoro, nel Titus Andronicus di Shakespeare, diretto da Adrian Noble al New Vic, Bristol. Nello stesso anno recitò in the Bristol Old Vic e in The Provok'd Wife di Vanbrugh
Fu diretta da Mike Ockrent in Look, No Hans!, al fianco di David Jason, durante la stagione 1983-84 del Theatre Royal di Bath. Fece una seconda apparizione in L'importanza di chiamarsi Ernesto al Royalty Theatre di Londra in una produzione diretta da Donald Sinden e nella quale figuravano anche Wendy Hiller, Clive Francis, Phyllida Law e Denis Lawson (1987-88). Nel 1988 ha interpretato la parte di Fiona Foster nel revival di How the Other Half Loves  di Alan Ayckbourn, prima al Greenwich Theatre poi al Duke of York's Theatre. Durante la stagione 1990-91 al Theatre Royal di Bath, recitò in Risky Kisses con Ian Lavender. Nel 1991 recitò con Frank Windsor, Patrick Cargill e Mark Curry in Charley's Aunt, produzione ufficiale per il centenario del Mobil Touring Theatre. Nel 1993 ha interpretato il ruolo di Monica in Il divo Garry di Noël Coward al Globe Theatre di Londra, in un revival diretto e interpretato da Tom Conti. Insieme a Jeremy Clyde nel 1995 fu protagonista della tournée Cavalcade del King's Head Theatre, per la regia di Dan Crawford. Nel 1999 è stata Vittoria nella produzione di Paul Kerryson Il diavolo bianco al Haymarket Theatre di Leicester. Nello stesso anno andò in tournée con la Oxford Stage Company con il ruolo di Hester Bellboys in A Penny for a Song di John Whiting insieme a Julian Glover, Jeremy Clyde e Charles Kay. Nel 2002 ha recitato nella parte di Mrs Malaprop nella tournée di The Rivals con la British Actors' Theatre Company, il cui direttore artistico, Kate O'Mara, aveva recitato insieme a Drake nella serie TV The Brothers.
Fece apparizioni regolari al Royal Exchange Theatre di Manchester, dopo avervi debuttato nel 1979 in una versione non pantomimica di Cenerentola, scritta da Trevor Peacock. Nello stesso anno recitò con Sorcha Cusack e Susan Penhaligon nella produzione di Caspar Wrede di Il giardino dei ciliegi. Nel 1986 fu Madame Gobette nella prima inglese di Court in the Act di Maurice Hennequin, che in seguito interpretò all'Yvonne Arnaud Theatre di Guildford, e al Theatre Royal di Bath, prima di trasferirsi al Phoenix Theatre di Londra (1987). Tra gli altri ruoli interpretati al Royal Exchange si ricordano Mrs Erlynne in Il ventaglio di Lady Windermere (1996), Anna in The Ghost Train Tattoo (2000), Fay in Loot (2001); Lady Bracknell in L'importanza di chiamarsi Ernesto (2004) e la contessa de la Briere in What Every Woman Knows (2006). Nel 2001, nello stesso teatro, Drake sostituì Patricia Routledge nel ruolo di Mrs Conway durante il periodo delle prove per Time and the Conways di J. B. Priestley, con la Routledge che fu costretta ad abbandonare per malattia.
È apparsa anche nel suo show personale, Dear Scheherazade, dove interpreta la scrittrice del XIX secolo Elizabeth Gaskell (2005, 2007, 2010). Al Chipping Campden Literature Festival del 2011 insieme a Martin Jarvis lesse degli estratti dalle lettere e dai diari di Robert e Clara Schumann nel recital Beloved Clara. Era apparsa nella stessa pièce negli anni precedenti, sempre con Jarvis e con la pianista Lucy Parham alla Wigmore Hall di Londra.

### Vita privata
Drake ha contribuito a dare fama al fratello Nick Drake e alla madre Molly Drake. La si può sentire accompagnare il fratello in diverse canzoni registrate privatamente e che sono state poi inserite nel 2007 nell'album Family Tree. Dopo la pubblicazione di canzoni scritte e cantate dalla madre, Drake disse "La sua creatività era una cosa personale ed è stata fortunata a poterla sviluppare in un ambiente dove questo suo lato era totalmente accettato. Anzi, mio padre l'ha pure incoraggiata. Era così orgoglioso di lei! Una volta fece 40 miglia per andare a Birmingham e far stampare quattro canzoni su disco." Nel 2014 pubblicò Nick Drake: Remembered for a While, un libro di memorie sul fratello. Nell'aprile 2018 ritirò a Belfast per conto del fratello il "BBC Radio 2 Folk Awards".
Attualmente vive presso la Wenlock Abbey a Much Wenlock, nella contea dello Shropshire, in una casa che costruì nel 1983 insieme al marito, l'artista sudafricano Louis de Wet, deceduto nel 2018. La ristrutturazione della casa fu portata avanti per molti anni come progetto artistico e nel 2004 la descrisse come "il più bel cantiere del mondo". Nel 2013 Drake ha prodotto In the Gaze of the Medusa, un film diretto da Gavin Bush sul progetto di ristrutturazione e i disegni del marito per la casa.

## Filmografia

### Cinema
- L'uomo che viene da lontano (The Man Outside), regia di Samuel Gallu (1967)
- Circolo vizioso (Crossplot), regia di Alvin Rakoff (1969)
- Connecting Rooms, regia di Franklin Gollings (1970)
- M'è caduta una ragazza nel piatto (There's a Girl in My Soup), regia di John e Roy Boulting (1970)
- Crash!, regia di Harley Cokeliss - cortometraggio (1971)
- I pornogiochi delle femmine svedesi (Suburban Wives), regia di Derek Ford (1972)
- Le femmine sono nate per fare l'amore (Au Pair Girls), regia di Val Guest (1972)
- Commuter Husbands, regia di Derek Ford (1972)
- UFO... annientare S.H.A.D.O. stop. Uccidete Straker..., regia di David Lane e Alan Perry (1974)
- UFO: Prendeteli vivi., regia di Bob Bell (1974)
- UFO - Distruggete Base Luna, regia di David Lane, Ken Turner e Laxie Turner (1974)
- UFO - Allarme rosso... attacco alla Terra! (Invasion: UFO), regia di Gerry Anderson e Tomblin Summers Frankel (1974)
- Red, regia di Astrid Frank - cortometraggio (1976)
- All About a Prima Ballerina, regia di Vladek Sheybal (1980)
- The Steal, regia di John Hay (1995)

### Televisione
- Best of Friends - serie TV, episodio 1x10 (1963)
- Intrigue - serie TV, episodio 1x10 (1966)
- Agente speciale (The Avengers) - serie TV, episodio 5x08 (1967)
- Il Santo (The Saint) - serie TV, episodio 6x01 (1967)
- Haunted - miniserie TV, episodio 1x05 (1967)
- Love Story - serie TV, episodio 5x12 (1967)
- The World of Wooster - serie TV, episodio 3x07 (1967)
- A Man of our Times - serie TV, episodio 1x07 (1968)
- Virgin of the Secret Service - serie TV, episodio 1x02 (1968)
- Tris d'assi (The Champions) - serie TV, episodio 1x26 (1968)
- For Amusement Only - serie TV, episodio 1x01 (1968)
- Journey to the Unknown - serie TV, episodio 1x14 (1968)
- ITV Playhouse - serie TV, episodi 2x08-2x20 (1968)
- Special Branch - serie TV, episodio 2x10 (1970)
- Man at the Top - serie TV, episodio 1x05 (1971)
- UFO - serie TV, 10 episodi (1970-1971)
- Kate - serie TV, episodio 2x03 (1971)
- Misleading Cases - serie TV, episodio 3x06 (1971)
- Villains - serie TV, episodio 1x10 (1972)
- A Man Without Friends, regia di John Jacobs - film TV (1972)
- The Adventurer - serie TV, episodio 1x26 (1973)
- The Two Ronnies - serie TV, episodio 3x09 (1973)
- Village Hall - serie TV (1974)
- The Brothers - serie TV, 39 episodi (1972-1974)
- Thriller - serie TV, episodio 6x05 (1975)
- Wodehouse Playhouse - serie TV, episodio 2x06 (1976)
- Gli infallibili tre (The New Avengers) - serie TV, episodio 2x01 (1977)
- Cross Now. regia di Andrew Wilson - film TV (1977)
- The Upchat Line - serie TV, episodio 1x07 (1977)
- I professionals (The Professionals) - serie TV, episodio 1x07 (1978)
- Do You Remember? - serie TV, episodio 1x07 (1978)
- Kelly Monteith - serie TV, 12 episodi (1979-1980)
- Number 10 - miniserie TV, episodio 1x04 (1983)
- Nemici amici (Never the Twain) - serie TV, episodi 4x03-4x05 (1984)
- Great Performances - serie TV (1985)
- Crossroads - soap opera, 4 puntate (1985-1986)
- Ffizz - serie TV, episodi 2x03-2x04 (1989)
- Medics - serie TV, 5 episodi (1995)
- Peak Practice - serie TV, episodio 10x10 (2000)
- The Inspector Lynley Mysteries - serie TV, episodi 2x03-4x02 (2003-2005)
- Peter Warlock: Some Little Joy, regia di Tony Britten - film TV (2005)
- Heartbeat - serie TV, episodio 15x16 (2006)
- Boy Meets Girl - miniserie TV, episodio 1x02 (2009)
- Coronation Street - serie TV, 6 episodi (1967-2009)
- The Royal - serie TV, episodio 8x03 (2009)
- Doctors - serie TV, episodi 12x218-1x155 (2011-2012)